# Симашкевич, Николай Васильевич
Николай Васильевич Симашкевич (9 мая 1875, с. Кошаринцы, Подольская губерния — 31 августа 1938, Киев) — украинский общественный деятель, педагог. Член Украинской Центральной рады.

## Биография
Родился в семье православного псаломщика.
В 1902 году окончил историко-филологический факультет Санкт-Петербургского университета с дипломом 1-й степени. В 1911 году вступил в Конституционно-демократическую партию.
Учительствовал в киевской частной гимназии В. Науменко, где у него учились М. Рыльский, будущий академик АН СССР М.Алексеев и другие.
Член Украинского педагогического общества, член Украинской Центральной рады двух созывов сначала от Украинского педагогического общества, затем от учительских организаций.
В 1918—1919 годах вице-директор департамента средних школ министерства образования УНР.
С 1919 года до конца 1923 года находился в Барышевке. Став директором социально-экономического техникума (бывшей Барышевского гимназии) и одновременно Барышевской семилетки.
Вернулся в Киев, был назначен заведующим детского дома Юго-Западной железной дороги. Был дважды арестован (в 1930, 1933 годах).
В 1930-х годах преподавал украинский язык и литературу на Киевском индустриальном рабфаке.
26 января 1938 года арестован в третий раз. По решению «тройки» приговорен к смерти с конфискацией имущества.
Казнен 31 августа 1938 года в Киеве в тюрьме. Место захоронения неизвестно.
Во время проверки дела 1959 следователь отдела Управления КГБ при СМ УССР по Киевской области подтвердил обоснованность обвинения. Впоследствии был реабилитирован.
Сын Лев, студент Киевского политехнического института (1905 — 26 ноября 1921), также был расстрелян Киевской губернской ЧК.